# Амхерст (Виргиния)
Амхерст (англ. Amherst) — город и административный центр округа Амхерст  в штате Виргиния США. По данным переписи 2020 года, численность населения составляла 2110 человек.

## Население
| 2010 | 2020  |
| ---- | ----- |
| 2231 | ↘2110 |